# Лучший легкоатлет Европы
Лучший легкоатлет года в Европе (англ. European Athlete of the Year Trophy) — ежегодная премия, присуждаемая двум легкоатлетам (мужчине и женщине), которые выступают за европейскую страну. Премия организована Европейской легкоатлетической ассоциацией, вручается с 1993 года.
С 2007 года вручается премия «Восходящая звезда европейской атлетики» лучшим молодым легкоатлетам, не достигшим 23-летнего возраста.
В 2002—2008 годах спонсором награждения выступала компания Waterford Crystal, а в 2009 году — итальянская компания Mondo.

## Победители
| Год  | Мужчина                                                    | Женщина                                                    |
| ---- | ---------------------------------------------------------- | ---------------------------------------------------------- |
| 1993 | Линфорд Кристи                                             | Салли Ганнелл                                              |
| 1994 | Колин Джексон                                              | Ирина Привалова                                            |
| 1995 | Джонатан Эдвардс                                           | Соня О’Салливан                                            |
| 1996 | Ян Железны                                                 | Светлана Мастеркова                                        |
| 1997 | Уилсон Кипкетер                                            | Астрид Кумбернусс                                          |
| 1998 | Джонатан Эдвардс                                           | Кристина Аррон                                             |
| 1999 | Томаш Дворжак                                              | Габриэла Сабо                                              |
| 2000 | Ян Железны                                                 | Трине Хаттестад                                            |
| 2001 | Андре Бюше                                                 | Штефани Граф                                               |
| 2002 | Дуэйн Чемберс                                              | Сюрейя Айхан                                               |
| 2003 | Кристиан Олссон                                            | Каролина Клюфт                                             |
| 2004 | Кристиан Олссон                                            | Келли Холмс                                                |
| 2005 | Виргилиюс Алекна                                           | Елена Исинбаева                                            |
| 2006 | Фрэнсис Обиквелу                                           | Каролина Клюфт                                             |
| 2007 | Теро Питкямяки                                             | Бланка Влашич                                              |
| 2008 | Андреас Торкильдсен                                        | Елена Исинбаева                                            |
| 2009 | Филлипс Айдову                                             | Марта Домингес                                             |
| 2010 | Кристоф Леметр                                             | Бланка Влашич                                              |
| 2011 | Мо Фарах                                                   | Мария Савинова                                             |
| 2012 | Мо Фарах                                                   | Джессика Эннис                                             |
| 2013 | Богдан Бондаренко                                          | Зузана Гейнова                                             |
| 2014 | Рено Лавиллени                                             | Дафне Схипперс                                             |
| 2015 | Грег Разерфорд                                             | Дафне Схипперс                                             |
| 2016 | Мо Фарах                                                   | Рут Бейтиа                                                 |
| 2017 | Йоханнес Феттер                                            | Екатерини Стефаниди                                        |
| 2018 | Кевин Майер                                                | Дина Эшер-Смит                                             |
| 2019 | Карстен Вархольм                                           | Мария Ласицкене                                            |
| 2020 | премия не вручалась из-за пандемии коронавирусной инфекции | премия не вручалась из-за пандемии коронавирусной инфекции |
| 2021 | Карстен Вархольм                                           | Сифан Хассан                                               |
| 2022 | Арман Дюплантис Якоб Ингебригтсен                          | Фемке Бол                                                  |
| 2023 | Якоб Ингебригтсен                                          | Фемке Бол                                                  |
| 2024 | Арман Дюплантис                                            | Ярослава Магучих                                           |